# Učaly
Učaly è una città della Russia europea centro-orientale (Repubblica Autonoma della Baschiria). Sorge sulle falde del massiccio dell'Uraltau, negli Urali meridionali, 450 km a sudest della capitale Ufa.
La città venne fondata il 1º gennaio 1963 dall'unione degli insediamenti di Malye Učaly e Novye Učaly; nella zona sono sfruttati fin dal 1939 importanti giacimenti di minerali di rame e zinco.